# La Planète au trésor : La Bataille de Procyon
Ne doit pas être confondu avec La Planète au trésor (jeu vidéo).
La Planète au trésor : La Bataille de Procyon (Treasure Planet: Battle at Procyon en version originale) est un jeu vidéo de stratégie en temps réel développé par Barking Dog Studios et publié par Disney Interactive en 2002 sur PC. Il est basé sur le dessin animé La Planète au trésor, un nouvel univers.

## Synopsis
L'histoire se déroule cinq ans après le dessin animé Disney La Planète au trésor : Un nouvel univers. Jim Hawkins, héros du film d'animation du même nom que le jeu, est entré à l'Académie de la Marine royale sous les ordres de l'Amirale Amalia et a atteint le grade de lieutenant de vaisseau. Alors que l'Empire s'apprête à signer une paix historique avec leurs ennemis jurés les Procyons, une race de guerriers à l'apparence de raton-laveurs, de mystérieux vaisseaux lourdement blindés sèment le chaos dans les secteurs frontaliers de l'Empire, obligeant la Marine royale à se déployer un peu partout sur le territoire. En pleine lutte contre ce nouvel ennemi, Jim — promu Capitaine — va mettre au jour une terrible conspiration dans laquelle est impliqué son mentor, Long John Silver, et qui pourrait précipiter l'Empire à sa chute.

## Système de jeu
La Bataille de Procyon est un mélange de jeu de stratégie et de simulation, avec un peu de gestion, qui propose trois modes de jeu : 
- Mode campagne, dans lequel le joueur incarne Jim Hawkins. Contrôlant au début de la partie un seul petit navire stellaire, on pourra se retrouver avec une véritable flotte à la dernière mission.
- Mode escarmouche, dans lequel le joueur peut personnaliser sa flotte et affronter des flottes gérées par l'intelligence artificielle du jeu.
- Mode multijoueur, dans lequel plusieurs joueurs peuvent faire s'affronter leurs flottes respectives.

## Voix originales
- Brian Murray : John Silver, Robot Silver
- Adam Paul : Jim Hawkins
- Susanne Blakeslee : Admiral Amélia
- Dee Bradley Baker : 3 Mayors
- Rodger Bumpass : Crew, Mayor
- Gregg Berger : Captaine, Crow
- Jackie Brambles : Crew
- Doug Boyd : Smuggler, Crew
- Arthur Brughardt : Aquanog, Mayor
- Corey Burton : Optoc, Cragorian, Macnki
- Greg Ellis : Humaine Masculine, Captaine de l'admirale
- Michael Gough : Capitaine de Commandant, Canid
- Rosalyn Landor : Capitaine, Townperson, Humaine Feminine
- Patrick Pinney : Procyon, Truskus

## Accueil
| La Planète au trésor  |      |        |
| Média                 | Pays | Notes  |
| Computer Gaming World | US   | 4/5    |
| GameSpot              | US   | 7/10   |
| IGN                   | US   | 8,5/10 |
| Jeux vidéo Magazine   | FR   | 10/20  |
| Jeuxvideo.com         | FR   | 15/20  |
| PC Gamer UK           | GB   | 80 %   |
| PC Gamer US           | US   | 67 %   |
| Compilations de notes |      |        |
| Metacritic            | US   | 73 %   |